# Хі Андромеди
Хі Андромеди (χ Андромеди) — зоря має позначення Байєра розташована в північній області сузір’ї Андромеди. Має видиму зорову величину +5,01, яка є відносно слабкою для зірки, яку можна побачити неозброєним оком. Згідно з вимірюваннями паралакса, зробленими під час місії Gaia, Хі Андромеди знаходиться приблизно в 264 світлових роках (81 парсек) від Землі.
χ Андромеда є членом 天大將軍 (Tiān Dà Jiāng Jūn), що утворюють Великий Генерал Неба разом з Гамма Андромеди, φ Персея, 51 Андромеди, 49 Андромеди, Іпсилон Андромеди, τ Андромеди, 56 Андромеди, β Трикутника, γ Трикутника і δ Трикутника. Отже, сама китайська назва χ Андромеди — 天大將軍五 (Tiān Dà Jiāng Jūn wǔ, англ.: п’ята зірка великого полководця неба).